# 刘国跃
刘国跃（1963年12月—），河北保定人，中华人民共和国国企高管。

## 生平
1963年12月，刘国跃出生在河北省保定市。刘国跃在华北电力大学热能工程专业研究生毕业，并且获取工学博士学位，后来取得北京大学光华管理学院高级管理人员工商管理硕士。
早年，刘国跃先后出任中国华能集团有限公司的分公司工作，之后在国家电网有限公司出任副总经理、党组成员。2019年11月，刘国跃升任国家能源投资集团有限责任公司董事、总经理、党组副书记。2020年2月，刘国跃出任国电电力发展股份董事长。2022年9月2日，刘国跃出任国家能源投资集团有限责任公司董事长、党组书记，前任王祥喜则已调任应急管理部党委书记、部长。